# Västerås kommunvapen

Västerås kommunvapen med en ros och ett monogram

Västerås kommunvapen är en gammal symbol som går tillbaka till 1200-talet. Symbolen har använts som sigill sedan 1307. Den troligen äldsta bilden på symbolen, med datering till 1200-talets senare del, hittades 1988 vid arkeologiska undersökningar i kvarteret Linnea vid Skomakargatan, i Västerås.
Jämför även det snarlika Åbo stadsvapen med lite annorlunda tolkning av den symbol som i Västeråsvapnet kallas Mariamonogram. Att symbolen kan tolkas som ett A har givit upphov till den folkliga tolkningen av vapnet som att det skulle vara talande, nämligen att "A:et" och rosen tillsammans skulle bli (Västra) Aros, Västerås äldsta kända namn.

## Blasonering
Blasonering: I fält av silver ett blått Mariamonogram, i stammen åtföljd av en röd ros.

## Bakgrund
På 1930-talet, när arbetet pågick att av sigillbilden skapa ett riktigt heraldiskt vapen, utreddes detta av den dåvarande riksheraldikern. Det fastställdes då att figuren avbildar ett A och ett M, vilket uttolkas "Ave Maria", alltså ett så kallat Mariamonogram. Västerås domkyrka är sedan medeltiden helgad åt Jungfru Maria. Under bokstavskombinationen finns en blomma avbildad. Den stiliserade blomman antas föreställa en ros, förmodligen syftar den till Kristus och hans dygder (jämför Tudorrosen i England). Därför kallas den också dygderosen.
Vapnet fastställdes för Västerås stad av Kungl Maj:t (regeringen) 1939. 1974 registrerades det för den nuvarande kommunen hos Patent- och registreringsverket (PRV).
Kommunen använder ofta en murkrona över skölden. Sådana attribut är normalt inte omnämnda i blasoneringen (undantaget i detta fall är Eslövs kommunvapen) och inte heller registrerade hos PRV.